# イドラ島
イドラ島（イドラとう、Ύδρα / Hydra ; イタリア語: Idra）は、エーゲ海東南部のペロポネソス半島東岸に位置するギリシャ領の島。サロニカ湾とアルゴリコス湾の間にあり、サロニカ諸島に属する。
アテネやピレウスとは定期高速船で結ばれており、観光地として既に確立されている。島内は自動車乗り入れ禁止となっており、観光客は徒歩かロバに乗るのが移動手段となる。
イドラという島の名前の由来は、古代この地に泉があり、その「水」（ギリシア語: Υδρέα、ローマ字：Hydrea）からきている。現在は干上がっており、飲料水は船で本土から運ばれてくる。島内には荒涼とした丘陵地帯が広がり、その中に空き家となった農家や、ギリシャ正教の修道院がある。
イドラ島は以前商業港として栄え、オスマン朝からのギリシャ独立戦争には大きな役割を果たし、今も1749年創立の有名な国立海事学校（商船学校）がある。